# SN 2003cz
SN 2003cz – supernowa odkryta 2 kwietnia 2003 roku w galaktyce A120553+3327. W momencie odkrycia miała maksymalną jasność 20,20m.